# Ільїчовка (Кондінський район)
Ільїчо́вка (рос. Ильичёвка) — присілок у складі Кондінського району Ханти-Мансійського автономного округу Тюменської області, Росія. Входить до складу Кондінського міського поселення.
Населення — 1 особа (2010, 18 у 2002).
Національний склад станом на 2002 рік: ханти — 50 %, росіяни — 39 %.